# El rincón de los prodigios
El rincón de los prodigios es una telenovela mexicana dirigida por Lorenzo de Rodas, producida por Guillermo Diazayas para la cadena Televisa, Se emitió por El Canal de las Estrellas entre el 26 de octubre de 1987 y el 15 de abril de 1988. Fue protagonizada por Demián Bichir en su único protagónico en las telenovelas de Televisa. Lo acompañaron Alma Delfina, Tina Romero, Juan Carlos Serrán y Jorge Russek, entre otros. El libreto de esta telenovela fue uno de los ganadores del famoso concurso que Televisa hiciera en la década de los 80's con el fin de encontrar a nuevos guionistas de telenovelas.

## Sinopsis
La telenovela se basa principalmente en las diferencias entre las creencias ancestrales mexicanas, y la ferviente fe religiosa impuesta por el Catolicismo. Monchito parece un muchacho común, sin embargo posee poderes sobrenaturales y curativos. Así mismo la trama está rodeada de enigmas, misterio y magia.

## Elenco
- Demián Bichir - Monchito
- Alma Delfina - Mari
- Jorge Russek - Francisco de la Garza
- Silvia Mariscal - Soledad
- Tina Romero - Mercedes
- Mercedes Pascual - Rosario
- Tony Carbajal - Padre Agustín
- Socorro Avelar - Martina
- Arsenio Campos - Sebastián
- Juan Carlos Serrán - Ramón
- Humberto Elizondo - Genaro
- Miguel Suárez - Padre Gonzalo
- Luisa Huertas - Lucrecia
- Elizabeth Dupeyrón - Roxana
- Odiseo Bichir - Padre Matías
- Christian Ramírez - Monchito (niño)
- Evangelina Sosa - Mari (niña)
- Carlos Ignacio - Chaparro
- Álvaro Carcaño
- Mario Cid
- Aurora Molina
- Judy Ponte
- Graciela Orozco
- Carmen Sagredo
- María Prado
- Isaura Espinoza
- Eugenio Cobo
- Jorge Mateos

## Equipo de producción
- Una historia premiada en el primer concurso nacional de la telenovela
- Historia original y adaptación: Salvador García Doreste
- Con la creatividad dramática y literaria de: Carlos Olmos
- Tema: Canon y Giga en re mayor
- Autor: Johann Pachelbel
- Escenografía: Alejandro González
- Ambientación: Graciela Torres, Alejandro Monroy
- Director de arte: Rodolfo Zarco
- Coordinación: Claudia Jasso
- Coordinación general de producción: Liliana Jannet
- Jefe de producción: Raúl Estrada
- Dirección de cámaras: Luis Monroy
- Dirección de escena: Lorenzo de Rodas
- Productor: Guillermo Diazayas

## Premios y nominaciones

### Premios TVyNovelas 1989
| Categoría                 | Nominado(a)   | Resultado |
| ------------------------- | ------------- | --------- |
| Mejor actor experimentado | Tony Carbajal | Nominado  |
| Mejor actriz joven        | Alma Delfina  | Nominada  |
| Mejor actor joven         | Demián Bichir | Nominado  |